# Mastino-Fledermäuse
Die Mastino-Fledermäuse (Mormopterus) ist eine Fledermausgattung in der Familie der Bulldoggfledermäuse (Molossidae). Die zu ihr gehörenden Arten kommen weltweit in tropischen und subtropischen Gebieten vor.

## Merkmale
Mit einer Kopf-Rumpf-Länge von 43 bis 65 mm, einer Schwanzlänge von 27 bis 40 mm sowie einem Gewicht von 6 bis 19 g sind die Arten der Mastino-Fledermäuse kleine Bulldoggfledermäuse. Ihre Unterarme sind 29 bis 41 mm lang. Das Fell hat eine dunkelbraune, graubraune oder aschgraue Farbe. Es ist auf der Unterseite oft heller. Im Gegensatz zu den meisten anderen Vertretern der Familie besitzen die Mormopterus-Arten keine faltigen Lippen. Ihre Ohren sind aufgerichtet und nicht an der Basis miteinander verbunden. Die dritten Mahlzähne der oberen Kieferhälften sind voll entwickelt.

## Lebensweise
Die Ökologie der Mastino-Fledermaus-Arten ist nur teilweise erforscht. Diese Fledermäuse werden vorwiegend in tropischen Wäldern, in offenen Landschaften und in Städten angetroffen. Sie ruhen in Baumhöhlen oder unter Hausdächern. Am Ruheplatz bilden sich Kolonien mit 10 bis wenigen hundert Individuen. Als Nahrung dienen Insekten, die im Flug oder vom Grund aufgenommen werden. Während der Jagd fliegen diese Fledermäuse häufig über den Baumkronen oder über Wasserflächen.
Bei Mormopterus planiceps werden die männlichen Spermien etwa zwei Monate im Geschlechtstrakt des Weibchens aufbewahrt, bevor die Befruchtung im Südwinter (Juli/August) erfolgt. Nach drei bis fünf Monaten Trächtigkeit wird meist ein Jungtier geboren.

## Systematik
2014 erfolgte eine Neuordnung der der Mastino-Fledermäuse auf Grund morphologischer und genetischer Unterschiede, durch die mehrere neue Arten beschrieben wurden. Zurzeit wird die Gattung in vier Untergattungen eingeteilt. Folgende Arten zählen zur Gattung, die deutschen Namen folgen T. C. H. Cole.
- Mormopterus (Micronomus) Troughton, 1944 
  - Ostaustralische Mastino-Fledermaus (Mormopterus norfolkensis), ist im Osten Australiens heimisch.

- Mormopterus (Mormopterus) Peters, 1865
  - Mauritius-Mastino-Fledermaus (Mormopterus acetabulosus), lebt auf Mauritius.
  - Sumatra-Mastino-Fledermaus (Mormopterus doriae), ist auf Sumatra heimisch.
  - Réunion-Mastino-Fledermaus (Mormopterus francoismoutoui), lebt auf der Insel Réunion und wurde 2008 erstbeschrieben[5]
  - Peters-Mastino-Fledermaus (Mormopterus jugularis), ist ein Endemit Madagaskars.
  - Kalinowski-Mastino-Fledermaus (Mormopterus kalinowskii), kommt in Peru und Chile vor.
  - Kuba-Mastino-Fledermaus (Mormopterus minutus), lebt auf Kuba.
  - Inka-Mastino-Fledermaus (Mormopterus phrudus), hat ein kleines Verbreitungsgebiet in Peru.

- Mormopterus (Ozimops) Reardon, McKenzie & Adams, 2014
  - Beccari-Mastino-Fledermaus (Mormopterus beccarii), kommt in Indonesien und Neuguinea vor.
  - Mormopterus cobourgianus, wurde bis 2014 als Unterart der Loria-Mastino-Fledermaus geführt, lebt in Australien.
  - Mormopterus halli, wurde bis 2014 als Loria-Mastino-Fledermaus geführt, bekannt nur von der Kap-York-Halbinsel.
  - Mormopterus kitcheneri, wurde bis 2014 im Mormopterus-planiceps-Spezieskomplex geführt, Südwest-Australien.
  - Loria-Mastino-Fledermaus (Mormopterus loriae), bewohnt Nordaustralien und Neuguinea.
  - Mormopterus lumsdenae, wurde bis 2014 der Beccari-Mastino-Fledermaus zugeordnet, kommt in Nordaustralien vor.
  - Mormopterus petersi, gehörte bis 2014 zum Mormopterus-planiceps-Spezieskomplex, kommt in Australien vor.
  - Flachkopf-Mastino-Fledermaus (Mormopterus planiceps), bewohnt den Osten und Süden Australiens.
  - Mormopterus ridei, wurde bis 2014 als Unterart der Loria-Mastino-Fledermaus geführt, kommt in Ostaustralien vor.

- Mormopterus (Setirostris) Reardon, McKenzie & Adams, 2014
  - Mormopterus eleryi, lebt in Australien. Die Art wurde 2008 wissenschaftlich beschrieben.[6]

Die afrikanischen Arten Afrikanische Flachkopf-Fledermaus (Platymops setiger) und Roberts Flachkopffledermaus (Sauromys petrophilus) wurden von Mormopterus in monotypische Gattungen überführt.